# Impedância de saída
A impedância de saída é medida entre os terminais de saída de um determinado dispositivo elétrico, ou eletrônico numa frequência determinada. Para haver a máxima transferência de potência, as impedâncias do sistema devem ser associadas à impedância de saída. 
No caso de equipamentos de radiotransmissão a impedância de saída, impedância de carga, impedância da linha de transmissão e a impedância da antena, devem ser de valores iguais. 
Caso algumas dessas impedâncias não case, haverá perdas que poderão inclusive a vir danificar um dos dispositivos do sistema irradiante. Geralmente o elemento mais danificado é o estágio de saída ou de potência do equipamento transmissor, e o menos prejudicado num caso de descasamento é a antena.